# Mototada Torii
Pour les articles homonymes, voir Torii (homonymie).
Mototada Torii (鳥居元忠, né en 1539 et mort le 8 septembre 1600) était un samouraï japonais, à la fin du sengoku-jidai. Il appartient au clan Torii, vassal des Tokugawa. Au service de Ieyasu Tokugawa, il s'illustre en menant la charge de 2 000 cavaliers contre 10 000 samouraïs adverses. Il participe également au siège de Ueda, mais c'est lors d'un autre siège que sa carrière se finit, le siège de Fushimi. Torii Mototada reconstruit le château de Fushimi qui était en ruine, et se le voit offrir en récompense par son ami de jeunesse et seigneur, Tokugawa Ieyasu.
Il prend ensuite le commandement de la garnison défendant cette citadelle qui garde l'un des accès à la cité impériale de Kyoto, certaines sources parlent d'à peine 2 000 samouraïs, tous d'une loyauté absolue envers le nouveau châtelain. Au château de Fushimi, Mototada parvient à y retenir l'invasion surprise d'une importante partie de l'armée occidentale de Mitsunari Ishida (environ 40 000 soldats) à l'écart des forteresses Nakasendō attaquées par Ieyasu Tokugawa. La bataille est terrible, la minuscule garnison des défenseurs se bat avec une rage sanguinaire, sans montrer le moindre signe de couardise, alors qu'ils sont encerclés par le feu et l'acier.
Au huitième jour, les troupes de Mototada furent passées de 2 000 à 200, et celles des assiégeants de 40 000 à 35 000, mais, même ainsi, ils n'abandonnèrent pas et le général Torii convainquit ses hommes d'effectuer non pas une, mais cinq charges suicides, si bien qu'à la fin il ne restait des défenseurs plus que Torii Mototada et dix de ses plus puissants samouraïs, bataillant furieusement dans leur forteresse en ruine. Un samouraï ennemi du nom de Saiga Shigetomo vint pour prendre la tête de Mototada, mais celui-ci, à moitié mort, son armure percée de toutes parts par les flèches et les lances ennemies, trouva juste assez de force pour se redresser et lui hurler dessus, histoire de gagner du temps pour faire seppuku. Devant cette demande particulièrement saisissante de pause, Saiga Shigetomo fit une crise cardiaque et en mourut.
Torii Mototada se donna la mort par seppuku en compagnie de ses dix derniers vassaux, dans les derniers instants de la bataille, après onze jours d'une furieuse résistance. La défense jusqu'au dernier homme de la citadelle joua un rôle crucial à l'accès de Ieyasu Tokugawa au shogunat, en lui permettant de gagner suffisamment de temps pour rassembler son armée de 90 000 samouraïs, en vue de la bataille de Sekigahara, et défaire ses adversaires avant qu'ils atteignent la capitale impériale de Kyoto. Le seppuku de Torii Mototada est l'un des plus respectés du Japon, et la bataille qu'il livra l'une des plus sanguinaires de l'histoire de cette nation. Son testament adressé à son fils, Torii Naritsugu, connu sous le nom de La Dernière Déclaration de Torii Mototada, est l'un des textes majeurs sur la voie du guerrier, le bushido.

« J'affronterai ici les forces du pays tout entier, et […] mourrai de façon resplendissante. »

— La Dernière Déclaration de Torii Mototada.